# 1 Samuel 12
1 Samuel 12 es el decimosegundo capítulo del Primer Libro de Samuel en el Antiguo Testamento de la Biblia cristiana  o la primera parte de los Libros de Samuel en la Biblia hebrea. Según la tradición judía, el libro se atribuyó al profeta Samuel, con adiciones de los profetas Gad y Natán, pero muchos eruditos modernos lo ven como una composición de varios textos independientes de diversas épocas, desde el 630-540 a. C. aproximadamente.  Este capítulo contiene el discurso de Samuel al pueblo de Israel después de la coronación de Saúl. Esto se encuentra dentro de una sección que comprende 1 Samuel 7-15, que registra el surgimiento de la monarquía en Israel y el relato de los primeros años del rey Saúl.

## Texto
Este capítulo fue escrito originalmente en el idioma hebreo. Está dividido en 25 versículos.

### Testigos textuales
Algunos manuscritos antiguos que contienen el texto de este capítulo en hebreo son de la tradición del Texto Masorético, que incluye el Códice de Jerusalén (895), el Códice de Alepo (siglo X) y el Códice de Leningrado (1008). Se encontraron fragmentos que contienen partes de este capítulo en hebreo entre los Rollos del Mar Muerto, incluido el 4Q51 (4QSama; 100-50 a. C.) con los versículos 3-4, 9-10 y 12 existentes.
Entre los manuscritos antiguos existentes de una traducción al griego koiné conocida como la Septuaginta (originalmente realizada en los últimos siglos a. C.) se encuentran el Códice Vaticano (B; {\displaystyle \ ara{G}}B; siglo IV) y el Códice Alejandrino (A; {\displaystyle \ ara{G}}A; siglo V).

## Análisis
Este capítulo cierra el período de los jueces de Israel, concluyendo el ciclo de las corrientes alternativas pro y antimonárquicas. Comenzó con una postura antimonárquica de Samuel que es una repetición de las declaraciones en 8:1-22, pero con un nuevo elemento: un contraste entre el antiguo régimen profético y el nuevo régimen real. Aunque la petición de un rey se consideraba un acto perverso (versículo 17), hay una forma de que el pueblo y el rey sean buenos ante YHWH, es decir, mostrando fidelidad. El lenguaje de los pactos y un resumen histórico eran comunes en las ceremonias de los pactos, como también se observa en Josué 24, que consistía en «introducción, historia antecedente, transición al presente, requisitos, bendiciones y maldiciones». Se confirmó que Samuel era fiel al oficio profético y había actuado de acuerdo con la voluntad de Dios, por lo que continuaría sirviendo al pueblo como intercesor e instructor (Versículo 23), exhortándolos a obedecer a Dios, para que no perecieran por sus pecados.

## El historial impecable de servicio de Samuel (12:1-5)
Después de afirmar que la realeza era una «concesión en respuesta a la demanda popular» (versículo 1), Samuel admitió que esto se alejaba del tipo de liderazgo ejercido por él mismo, y planteó una serie de preguntas con el objetivo de justificar su gobierno hasta ese momento.  El verbo «tomar» se convirtió en una clave para comparar su liderazgo justo, ya que el profeta no había «tomado» nada del pueblo, con los futuros «caminos del rey» (cf. 1 Samuel 8:11-18), donde el rey «tomará» varias cosas del pueblo, por lo que el pueblo había dado un paso atrás al pedir un rey.

### Versículo 1
Ahora Samuel dijo a todo Israel: «Ciertamente he prestado atención a vuestra voz en todo lo que me habéis dicho, y he puesto un rey sobre vosotros».
- «Prestó atención» (VRV: «escuchó»): o «prestó oídos».[18]

### Versículo 2
Y ahora, he aquí, el rey camina delante de ti, y yo soy viejo y cano; y he aquí, mis hijos están contigo. He caminado delante de ti desde mi juventud hasta este día.
- «Mis hijos están contigo»: Samuel no los presentó como líderes, sino para ilustrar su vejez.[20]

## Recitación de la historia de la salvación (12:6-15)
Después de confirmar su impecable historial de servicio al pueblo, Samuel recitó cómo YHWH había salvado a Israel en el pasado, de nuevo para mostrar que pedir un rey era un paso innecesario, porque Dios «en todas sus obras salvíficas» siempre había proporcionado salvadores o jueces que liberaron con éxito al pueblo de sus enemigos, desde la época de Moisés y Aarón para liberar al pueblo de Egipto (versículos 6, 8), hasta el período de los jueces, con los ejemplos de las victorias sobre tres opresores diferentes: Sísara (Jueces 4-5), los filisteos (Jueces 13-16) y los moabitas (Jueces 3), dentro de un patrón esquelético de «apostasía-opresión-arrepentimiento-liberación», utilizando algunos salvadores: Jerubaal (Gedeón), Barac, Jefté, y Sansón (cf. 9). Los versículos 14-15 establecen la bendición y la maldición del pacto: todo irá bien si el pueblo permanece fiel, pero si no, será aniquilado (cf. versículo 25).

### Versículo 13
Y ahora, mirad al rey que habéis elegido, a quien habéis pedido; he aquí, el Señor ha puesto un rey sobre vosotros.
- «A quien has pedido»: es un juego de palabras con el nombre de Saúl (en hebreo significa «pedido»).[5]

## Señal de tormenta y palabras finales (12:16-25)
Incluso en su vejez, Samuel todavía poseía poderes sobrenaturales que podía invocar a Dios para que trajera truenos y lluvia ese día (versículos 17-18), algo poco frecuente durante el período de cosecha del trigo y que, si ocurría con fuerza, destruiría las cosechas maduras. Esto provocó asombro y arrepentimiento en el pueblo, lo que preparó el terreno para las palabras finales de Samuel, que dijo que seguiría rezando por el pueblo y enseñándoles «el camino que es bueno y correcto», lo que definitivamente no era una señal de jubilación.

### Comentarios sobre Samuel
- Auld, Graeme (2003). «1 & 2 Samuel».  En James D. G. Dunn and John William Rogerson, ed. Eerdmans Commentary on the Bible. Eerdmans. ISBN 9780802837110.
- Bergen, David T. (1996). 1, 2 Samuel. B&H Publishing Group. ISBN 9780805401073.
- Gordon, Robert P. (1999). I & II Samuel, A Commentary. Zondervan. ISBN 978-0310230229.
- Hertzberg, Hans Wilhelm (1964). I & II Samuel, A Commentary (trans. from German 2nd edition 1960 edición). Westminster John Knox Press. p. 19. ISBN 978-0664223182.
- Tsumura, David Toshio (2007). The First Book of Samuel. Eerdmans. ISBN 9780802823595.

### General
- Breytenbach, Andries (2000). «Who Is Behind The Samuel Narrative?».  En Johannes Cornelis de Moor and H.F. Van Rooy, ed. Past, Present, Future: the Deuteronomistic History and the Prophets. Brill. ISBN 9789004118713.
- Coogan, Michael David (2007).  Coogan, Michael David; Brettler, Marc Zvi; Newsom, Carol Ann et al., eds. The New Oxford Annotated Bible with the Apocryphal/Deuterocanonical Books: New Revised Standard Version, Issue 48 (Augmented 3rd edición). Oxford University Press. ISBN 978-0195288810.
- Fitzmyer, Joseph A. (2008). A Guide to the Dead Sea Scrolls and Related Literature. Grand Rapids, MI: William B. Eerdmans Publishing Company. ISBN 9780802862419.
- Halley, Henry H. (1965). Halley's Bible Handbook: an abbreviated Bible commentary (24th (revised) edición). Zondervan Publishing House. ISBN 0-310-25720-4. (requiere registro).
- Hayes, Christine (2015). Introduction to the Bible. Yale University Press. ISBN 978-0300188271.
- Jones, Gwilym H. (2007). «12. 1 and 2 Samuel».  En Barton, John; Muddiman, John, eds. The Oxford Bible Commentary (first (paperback) edición). Oxford University Press. pp. 196-232. ISBN 978-0199277186. Consultado el 6 de febrero de 2019.
- Klein, R.W. (2003). «Samuel, books of».  En Bromiley, Geoffrey W, ed. The International Standard Bible Encyclopedia. Eerdmans. ISBN 9780802837844.
- Knight, Douglas A (1995). «Chapter 4 Deuteronomy and the Deuteronomists».  En James Luther Mays, David L. Petersen and Kent Harold Richards, ed. Old Testament Interpretation. T&T Clark. p. 62. ISBN 9780567292896.
- Ulrich, Eugene, ed. (2010). The Biblical Qumran Scrolls: Transcriptions and Textual Variants. Brill.
- Würthwein, Ernst (1995). The Text of the Old Testament. Grand Rapids, MI: Wm. B. Eerdmans. ISBN 0-8028-0788-7. Consultado el 26 de enero de 2019.